# میشل ولبک
میشل وِلبک (به فرانسوی: Michel Houellebecq) فرانسوی: [miʃɛl wɛlbɛk] با نام اصلی میشل توما (زاده ۲۵ فوریه ۱۹۵۸)، نویسنده معاصر فرانسوی است. او در سال ۲۰۱۰ برنده جایزه ادبی معتبر گنکور شد. بسیاری او را مهم‌ترین نویسنده نسل جدید فرانسه می‌دانند. این نویسنده فرانسوی به خاطر طنز نیشدار و رندانه خود به شهرت رسیده‌است. آثار او سرشار از پرده‌دری‌های جنسی و دلزدگی و بیزاری از جنبه‌های روزمره زندگی اجتماعی است. او در سراسر جهان مخالفان و ستایشگران بسیاری پیدا کرده‌است.

## زندگی و حرفه
میشل ولبک در جزیره رئونیون به دنیا آمد و در شرایطی دشوار و ناهموار بزرگ شد. زندگی و آرزوهای کودکی او هیچ ربطی به ادبیات نداشت. او در سال ۱۹۸۰ در مهندسی کشاورزی مدرک گرفت.

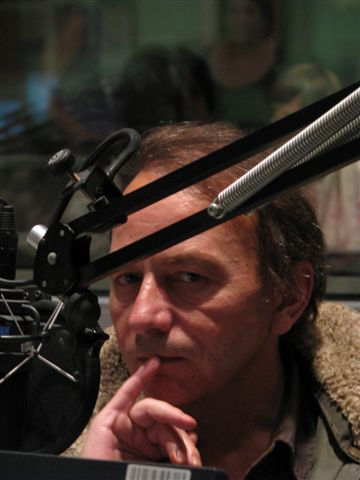

ولبک در سال ۱۹۸۵ اولین اشعار و متن‌های ادبی خود را نوشت و پس از انتشار چند نوشته پراکنده، در سال ۱۹۹۸ با کتاب ذرات بنیادی به شهرت جهانی رسید. این کتاب با استقبالی فراوان روبه‌رو شد و در مدتی کوتاه به بیش از ۲۰ زبان ترجمه شد. این کتاب دو سال بعد توسط اسکار رولر، کارگردان آلمانی به فیلم تبدیل شد.
ولبک در سال ۲۰۰۱ به دین اسلام حمله کرد و در مصاحبه‌ای آن را «احمقانه‌ترین مذهب» خواند. او به خاطر این اظهارات در برابر دادگاه قرار گرفت، و از اتهام «عقاید فاشیستی» و «اسلام‌ستیزی» تبرئه شد.
دو رمان او با عنوان‌های «نقشه و قلمرو» و «تسلیم» شهرت بیشتری برای او به ارمغان آوردند. او در عین حال ترانه‌سرا و مقاله‌نویس است و تاکنون برنده چندین جایزه معتبر نیز شده‌است.
در مصاحبه با مجله «جبهه ملی» درباره مسلمانان گفته بود: «مردم خود را مسلح می‌کنند. اسلحه برمی‌دارند و در میدان‌های تیراندازی مشق می‌کنند. آنها کله‌شق نشده‌اند؛ اما وقتی تمام سرزمین‌ها در کنترل اسلام باشد، من فکر می‌کنم که اقدامات مقاومتی آغاز شود. حملات و تیراندازی در مساجد و در کافه‌هایی که مسلمانان در آن تردد می‌کنند، رخ خواهد داد. (...) آرزوی مردم بومی فرانسه، به قول خودشان، این نیست که مسلمانان در فرهنگشان ادغام شوند؛ بلکه آنها می‌خواهند که مسلمانان از دزدی و حمله به آنها دست بردارند و یا این‌که در نهایت بروند"

## جوایز
میشل ولبک در سال‌های ۱۹۹۸ نامزد دریافت جایزه گنکور شد و بار دیگر هم در سال ۲۰۰۵ بابت نوشتن رمان امکان یک جزیره نامزد دریافت این جایزه معتبر شد و با این که به اعتقاد منتقدان بخت نخست کسب گنکور آن سال بود، جایزه به فرانسوا ویرگان رسید. اما مدت کوتاهی بعد ولبک جایزه انترالیه را دریافت کرد.
ولبک در سال ۲۰۱۰ جایزه ادبی گنکور را به خاطر خلق رمان نقشه و قلمرو به دست آورد. پیش از اعطای این جایزه، کتاب او از فروش دویست هزار نسخه‌ای در فرانسه برخوردار شده بود.
در آوریل ۲۰۱۹ به درخواست امانوئل مکرون رئیس‌جمهور فرانسه، نشان لژیون دونور به او اهدا شد.